# Miejski kowboj
Miejski kowboj – amerykański melodramat z 1980 roku na podstawie powieści Aarona Lathama.

## Główne role
- John Travolta – Bud
- Debra Winger – Sissy
- Scott Glenn – Wes
- Madolyn Smith Osborne – Pam
- Barry Corbin – wujek Bob
- Brooke Alderson – ciotka Corene
- Cooper Huckabee – szeryf
- James Gammon – Steve Strange

## Nagrody i nominacje
Złote Globy 1980
- Najlepsza aktorka drugoplanowa - Debra Winger (nominacja)
- Odkrycie roku - aktorka - Debra Winger (nominacja)

Nagrody BAFTA 1980
- Najbardziej obiecujący debiut aktorski w głównej roli - Debra Winger (nominacja)